# Ambassis kopsii
Ambassis kopsii är en fiskart som beskrevs av Bleeker, 1858. Ambassis kopsii ingår i släktet Ambassis och familjen Ambassidae. Inga underarter finns listade i Catalogue of Life.